# Delias jordani
Delias jordani is een vlindersoort uit de familie van de Pieridae (witjes), onderfamilie Pierinae.
Delias jordani werd in 1909 beschreven door Kenrick.